# 아우구스띠노 수도회
성 아우구스띠노 수도회(라틴어: Ordo Sancti Augustini) 또는 아우구스띠노회는 로마 가톨릭교회 소속의 가톨릭수도회로서, 창설은 조금 더 오래전이지만, 13세기에 기존의 여러 아우구스티노 수도 단체를 하나로 통합하여 정식으로 구성되었다. 아우구스티노회는 가톨릭 선교와 교육 등의 활동을 통해 교회의 영향력을 확장하는데 지대한 공로를 하였다. 아우구스티노회는 특별히 착한 의견의 성모(Mater boni consilii)에 대한 신심이 널리 확산되어 있다.

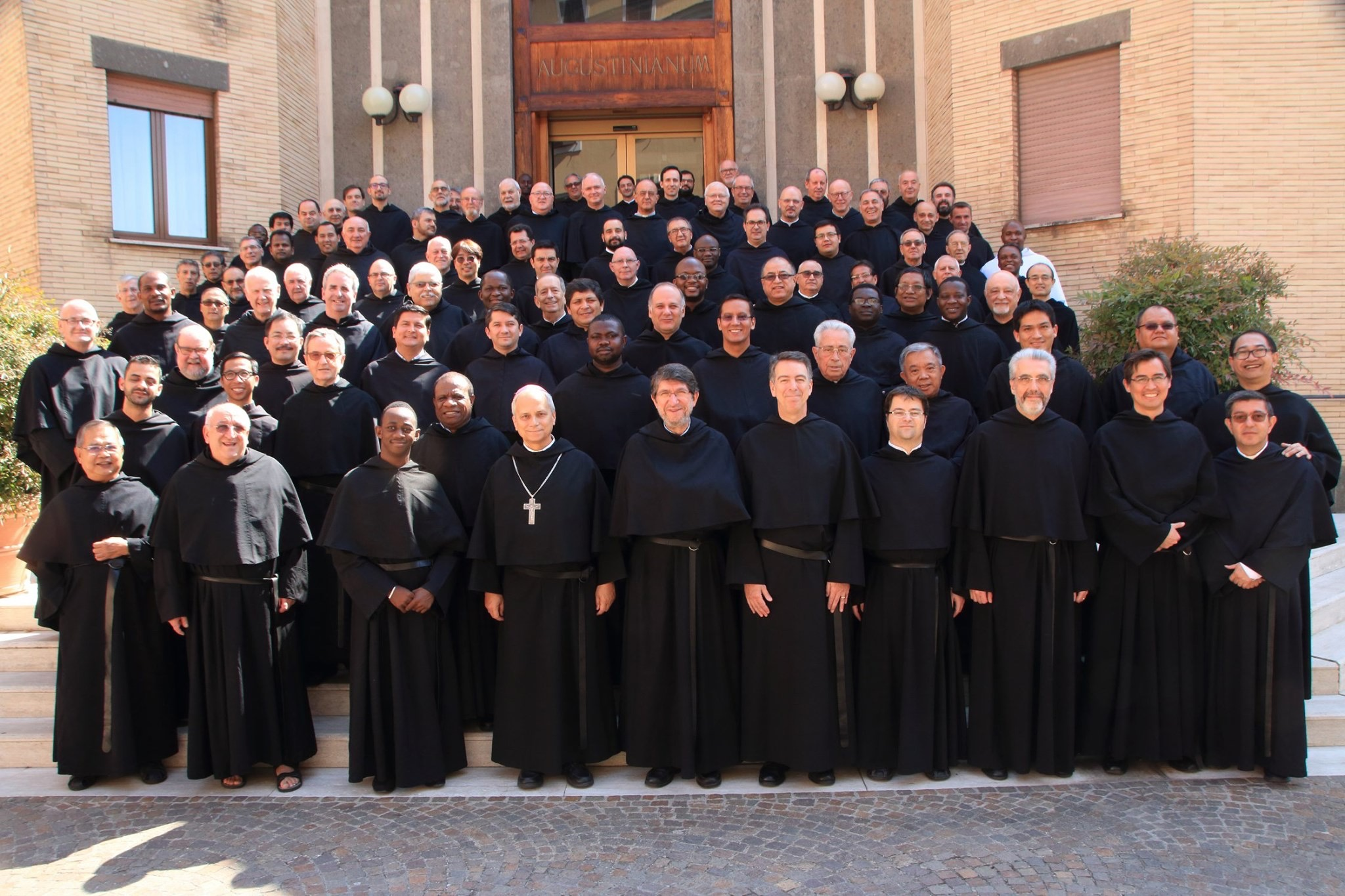
수도회 총원에서의 모임

아우구스티노 수도회는 참회자들의 모범과 신앙의 변호자, 또한 탁월한 사목자와 신비가였던 히포의 주교 성 아우구스티노(Augustinus, 354~430)를 사부로 여기고 그 영성과 수도 규칙서의 정신에 따라 생활하던 수도자들과 은수자들이 통합돼 설립된 가톨릭 수도회다.
수도회가 공식적으로는 교부 아우구스티노의 생활 양식과 수도회 규칙을 따르는 수도자 수천 명이 1244년 로마에서 첫 회의를 개최한 뒤 합병을 결정함으로써 시작됐지만, 수도공동체의 실질적인 전통은 아우구스티노와 그의 친구들이 고향인 로마 제국령(領) 북아프리카 타가스테에 돌아와 그들의 소유를 포기하고 「하느님의 종」으로서 학습과 기도에 전념하기 시작한 4세기 말엽으로 거슬러 올라간다.
391년 사제로 서품된 아우구스티노는 히포에 있는 정원을 구입, 수도자 공동체를 건설할 수도원을 지었다. 그리고는 사제들을 위한 수도원을 세우고 수도생활을 병행했다. 이후 아우구스티노를 따르는 수도적 삶의 형태는 남자 평신도, 여자 평신도, 그리고 수도자와 성직자 등으로 제시됐고 이러한 아우구스티노의 이상(理想)은 아프리카의 여러 지역으로 또 유럽으로 퍼져 나갔다.

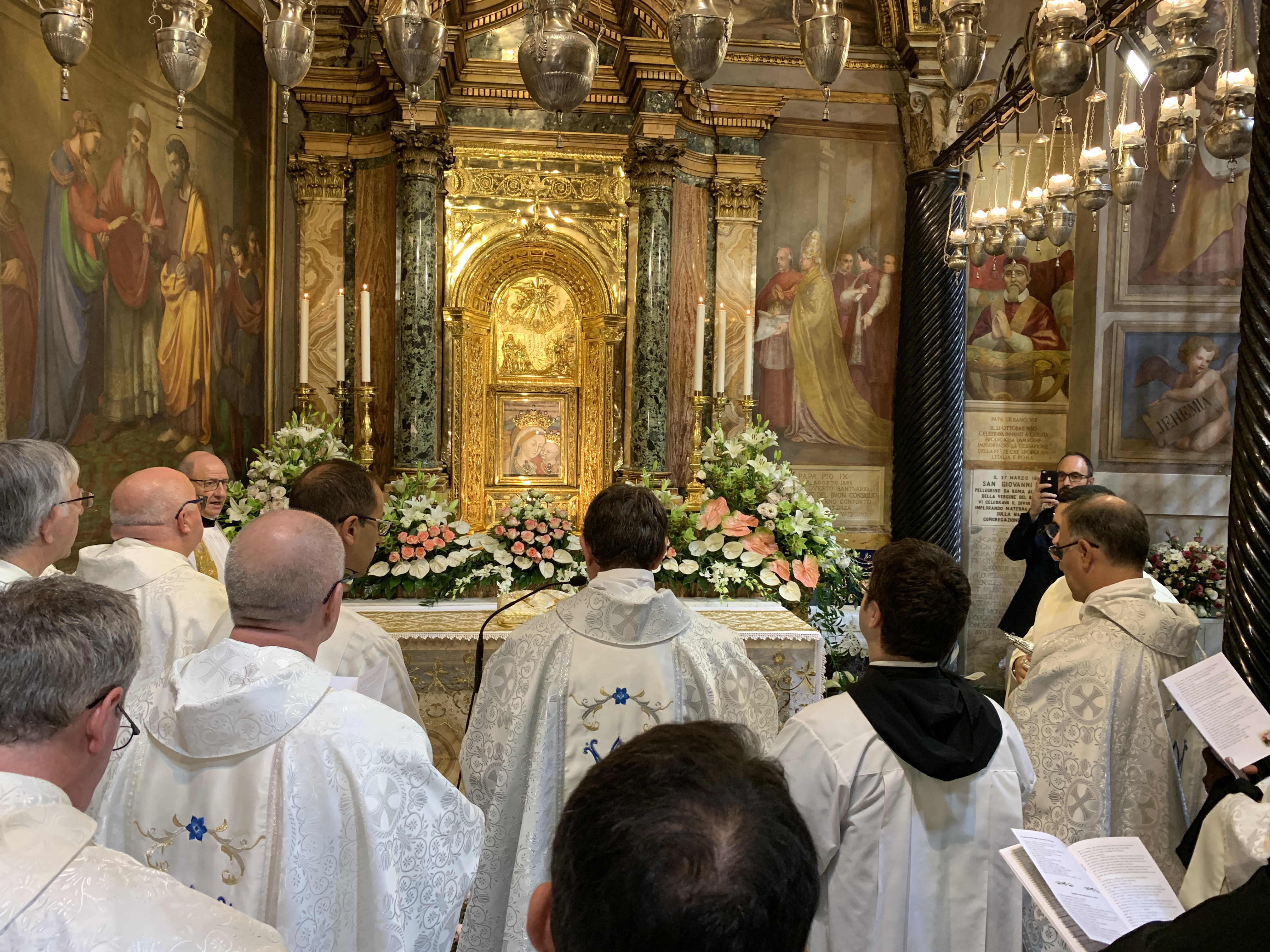
착한의견의 어머니 성당에서

수도회는 1244년 첫 합병 후 1256년 또 한 번 통합 기회를 맞았다. 교황 알렉산데르 4세의 칙서를 근거로 통합작업을 거친 아우구스티노회는 이때를 기점으로 명실공히 탁발수도회로 자리매김하였다. 1327년 교황 요한 22세가 파비아에 있는 성 아우구스티노의 무덤 옆 건물을 수도회에 인계함으로써 아우구스티노와 특별한 유대를 지닌 수도회로 인정을 받았다.
아우구스티노 수도회의 영성은 『한마음 한뜻(Anima Una et Cor Unum)』으로 대표된다. 즉 『먼저 자기 자신과의 일치 그리고 이웃과의 일치, 형제들과의 일치, 더 나아가 하느님과의 일치』를 추구한다는 것이다. 성 아우구스띠노의 정신과 은수적인 전통에서 유래된 이 영성은 「내향성」, 「공동체」, 「그리스도 중심의 삶」, 「교회에 대한 봉사」 등으로 세분화된다.
아우구스티노 수도회 영성에는 성모 신심도 중요한 몫을 차지한다. 수도회가 성모 마리아를 공경하며 사용한 가장 오래된 호칭은 「은총의 성모(Our Lady of Grace, 15C)」이다. 「도움의 성모(Our Lady of Help)」 도 또 다른 오래된 성모 마리아의 호칭인데 「영원한 도움의 성모(Our Lady of Perpetual Help)」으로도 잘 알려졌다. 「위로의 성모(Our Lady of Consolation)」 호칭은 볼로냐에 있던 같은 이름의 평신도 단체 이름에서 비롯되었다.
아우구스티노 수도회를 언급하면서 빼놓을 수 없는 것은 아우구스티노가 400년에 집필한 수도생활에 관한 규칙서, 「아우구스티노 규칙서」다. 이 규칙서는 서방 세계의 가장 오래된 수도 규칙서로 알려졌다. 내용의 영적인 풍부함으로 여러 시대를 거치면서도 중요성을 인정받으며 그리스도교 수도생활의 초석이 되었으며, 「체사리오 규칙서」와 「베네딕토 규칙서」 에 상당한 영향을 미쳤다.
또한 11세기 유럽 수도원 개혁과 대성당 참사회에서는 기초로 활용됐고 프레몽트레회(Canons Regular of Premontre)의 법규로, 라테란 공의회의 교회법에도 인용됐다.
이 규칙서에는 아우구스티노의 하느님과의 친교, 형제 자매들에 대한 사랑, 사도적 가난과 헌신, 봉사와 친절의 마음 등이 반영돼 있고 철저하게 성서에 바탕을 두면서 공동체 안에서 실현되고 그리스도의 복음에 의해 영위되어야 하는 수도생활의 주된 골자들을 서술하고 있다.
16세기에 시작된 신대륙 탐험의 영향으로 일찍부터 라틴아메리카, 아프리카, 아시아 지역에 선교사들을 파견했던 아우구스티노 수도회는 20세기에 접어들면서 더욱 선교 지역을 확대, 중국을 비롯 라틴아메리카와 북아프리카 지방 선교를 활성화했다.
한국은 진출 역사가 짧고 아직 회원 수도 많지 않지만 원목활동과 피정지도, 신학교 영어 강의, 영성상담 및 상설고해소 운영, 군부대 미사, 결손가정 청소년들을 위한 공동생활가정(그룹홈) 운영 등을 통해 성 아우구스티노의 수도 전통을 뿌리내려가고 있다.
아우구스띠노 수도회의 한국 진출은 1983년 당시 인천교구장 나길모 주교가 요청하여 추진됐다. 수도회가 아시아에 진출함은 이미 16세기부터 필리핀, 일본, 중국 등을 통해 이루어졌지만, 한국 주교가 공식 요청하기는 처음이었다.
그 후 1985년 9월 호주 관구와 스코틀랜드 관구에서 각 2명씩 사제가 서울에 도착했고, 이후 호주에서 1명, 필리핀 관구에서 사제 2명이 더 파견되어 공동체를 형성했다.
1990년부터 한국인 수도자 양성이 이루어졌고, 지금껏 본당 사목, 피정 지도, 영성 상담, 병원 사목, 인천가톨릭대학교와 서울 가톨릭대학교/성신교정 그리고 대학 강의 등을 통해 다양한 사도적 활동을 수행한다.
1994년 인천 전동에 수도원을 건립, 인천에 본원을 둔 수도회로 자리매김을 시작한 수도회는 1998년 강화도에 신학원을 건립, 인천가톨릭대학교에서 공부하는 수도자들을 위한 공동체로 사용하고 있다. 2000년에는 그룹 홈(Group Home) 「너랑 나랑」을 개원, 청소년 사도직에 참여하고 있으며 1992년 총장 인가를 받아 재속 아우구스티노회를 결성했다.
2004년 의정부교구가 신설되면서 2005년 의정부교구 관할구역인 경기도 연천군에 진출하여 분원을 설립하였고, 이후 2012년 한 은인의 도움으로 연천군 왕징면에 착한의견의 성모수도원을 신축하여, 착한의견의 성모피정집과 수련소, 봉안당과 잔디평장을 운영하며, 의정부교구 사목평의회에도 참석하고 있다.

## 같이 보기
- 착한 의견의 성모